# Муссауи, Закариас
Закариас Муссауи (род. 30 мая 1968, Сен-Жан-де-Люз, Атлантические Пиренеи, Франция) — исламский террорист, имеющий гражданство Франции. Член «Аль-Каиды», один из участников подготовки террористической атаки 11 сентября 2001 года на города США.

## Судебный процесс
Из семьи марокканского происхождения. Учился в Лондоне бизнесу, имел степень магистра (1995), с 1996 года попал в поле зрения французской полиции из-за связей с исламскими экстремистами в Великобритании. Затем был в тренировочных лагерях в талибском Афганистане (1998—1999) и Малайзии. С февраля по май 2001 года Муссауи обучался в лётной школе города Норман (штат Оклахома). В августе 2001 года, за четыре недели до событий 11 сентября, арестован по обвинению в нарушении иммиграционного законодательства США; в это время Муссауи учился пилотировать крупногабаритные пассажирские самолёты в лётной школе в штате Миннесота. Из-за ареста Муссауи одна из четырёх бригад террористов «Аль-Каиды» оказалась недоукомплектованной — рейс 93 United Airlines, который в итоге не достиг цели атаки из-за сопротивления пассажиров, захватили четыре человека вместо планируемых пяти.
В декабре 2001 года Муссауи были предъявлены обвинения в связи с терактами 11 сентября. В январе 2002 года Муссауи заявил о своей невиновности. В марте обвинение сообщило суду, что будет добиваться смертной казни. В июне суд разрешил Муссауи представлять самого себя в суде. В июле 2002 года Муссауи признал себя виновным, но через неделю отказался от своего признания. В феврале 2003 года судья отложил продолжение процесса на неопределённый срок. В апреле 2005 года Муссауи вновь признал себя виновным. Адвокаты Муссауи пытались смягчить приговор Муссауи, заявив, что тот болен шизофренией, но сам обвиняемый опроверг это. 
3 мая 2006 года жюри присяжных вынесло вердикт — шесть пожизненных сроков заключения без права на досрочное освобождение. При этом, Муссауи смог избежать смертной казни только благодаря тому, что по всем трём обвинением, по которым ему грозил электрический стул, один или два присяжных голосовали против (для вынесения смертного приговора требовалось единогласное решению всех присяжных. Заключение Муссауи отбывает в федеральной тюрьме сверхстрогого режима ADX Florence, расположенной в городе Флоренс, штат Колорадо.

### На английском языке
- Lynne Diana. FBI rewarding incompetence? WorldNetDaily (January 10, 2003).
- Moussaoui, Abd Samad. Zacarias My Brother (ISBN 1-58322-585-4).
- Moussaoui pleads guilty to role in 9/11 attacks. Guardian Unlimited/Associated Press (22 апреля, 2005).
- «Moussaoui formally sentenced, still defiant». Associated Press, MSNBC.com.
- «Moussaoui scorns 9/11 victims» Al Jazeera (April 14, 2006)]
- «Moussaoui headed for ‘Alcatraz of the Rockies’», MSNBC.com
- Novak, Viveca. «How the Moussaoui Case Crumbled» Архивная копия от 5 марта 2005 на Wayback Machine TIME (October 27, 2003) .
- Special Verdict Form for Phase II Official jury ballot (PDF)
- Staley, Dean. The Grounded Man. The Rake, (April 19, 2005).
- Timeline: The Zacarias Moussaoui Case. CNN.com.
- Unites States of America v. Zacarias Moussaoui, Memorandum of Law Regarding Defendant’s Motion to Proceed pro se and Status of Counsel. The Smoking Gun. Ссылка от 2007-01-03